# 魏格纳-白吉龙-芬德森过程
魏格纳-白吉龙-芬德森过程（英語：Wegener-Bergeron-Findeisen Process，或可意译“冷雨过程”）是发生在混合相云（包含过冷水和冰的混合物）中的冰晶生长过程) 在环境蒸气压介于水上饱和蒸气压和冰上较低饱和蒸气压之间的区域。这是液态水的不饱和环境，但冰的过饱和环境导致液态水快速蒸发并通过气相沉积快速生长冰晶。如果冰的数量密度比液态水小，那么冰晶可以长到足以从云中掉下来，如果较低处的温度足够温暖，就会融化成雨滴。
白吉龙过程发生时，对于大到足以对总质量有很大贡献的液滴，以冰晶融化产生大液滴的方式比以较小液滴为代价生长大液滴要有效得多，因为液态水和冰之间的饱和压力差大于在小液滴上增加的饱和压力差。关于影响颗粒大小的其他过程，请参阅雨和云物理学词条。

## 历史
1911 年，德国科学家阿尔弗雷德·魏格纳在研究霜的形成时首次提出了通过冰晶上的蒸汽沉积以牺牲水来生长冰的原理。魏格纳的理论认为，如果这个过程发生在云中并且晶体长到足以脱落，那么它可能是一种可行的降水机制。虽然他在冰晶生长方面的工作引起了一些关注，但它在降水中的应用还要过 10 年的时间才能得到认可。 
1922 年冬天，杜尔·白吉龙在树林中漫步时进行了一次好奇的观察。他注意到，在气温低于冰点的日子里，通常覆盖山坡的层云甲板停止在树冠的顶部，而不是像气温高于冰点的日子那样延伸到地面。由于熟悉魏格纳的早期工作，白吉龙推测树枝上的冰晶正在清除过冷层云中的蒸汽，阻止它到达地面。
1933年，白吉龙被选中参加在葡萄牙里斯本举行的国际大地测量学和地球物理学联合会会议，在那里他提出了他的冰晶理论。在他的论文中，他指出，如果冰晶的数量与液态水滴相比非常小，那么冰晶就会长到足以脱落（魏格纳的原始假设）。白吉龙推测这个过程可能是所有降雨的原因，即使在热带气候下也是如此。这一声明在热带和中纬度地区的科学家之间引起了相当大的分歧。1930年代后期，德国气象学家華特·芬德森通过理论和实验工作扩展和完善了白吉龙的工作。

## 所需条件
液滴数量应远大于冰晶数量的条件取决于稍后（云中较高）充当冰核的云凝结核的比例。或者，绝热上升气流必须足够快，以便高过饱和度导致比存在的云凝结核更多的液滴的自发成核。在任何一种情况下，这都应该发生在冰点以下不远的地方，因为这会导致冰直接成核。液滴的生长会阻止温度很快达到冰晶成核的温度。
相对于冰的较大过饱和度，一旦存在，就会使其快速生长，从而从气相中清除水。如果蒸气压{\displaystyle p}低于相对于液态水的饱和压力{\displaystyle p_{w}} ，液滴将停止生长。这可能不会发生，如果{\displaystyle p_{w}}本身正在迅速下降，这取决于饱和曲线的斜率、递减率和上升气流的速度，或者如果下降{\displaystyle p}速度慢，取决于冰晶的数量和大小。如果上升气流太快，所有的液滴最终都会冻结而不是蒸发。
在下降气流中会遇到类似的限制。液态水蒸发导致蒸气压{\displaystyle p}上升，但如果相对于冰的饱和压力{\displaystyle p_{i}}在下降气流中上升太快，所有的冰都会在大冰晶形成之前融化。Korolev 和 Mazin 推导出临界上升气流和下降气流速度的表达式：
{\displaystyle u_{up}={\frac {p_{w}-p_{i}}{p_{i}}}\eta N_{i}{\bar {r_{i}}}\,}
{\displaystyle u_{dn}={\frac {p_{i}-p_{w}}{p_{w}}}\chi N_{w}{\bar {r_{w}}}\,}
其中η和χ是依赖于温度和压力的系数， {\displaystyle N_{i}}和{\displaystyle N_{w}}分别是冰和液体粒子的数量密度，{\displaystyle {\bar {r_{i}}}}和{\displaystyle {\bar {r_{w}}}}分别是冰和液体颗粒的平均半径。
对于值{\displaystyle N_{i}{\bar {r_{i}}}}典型的云， {\displaystyle u_{up}}范围从几厘米/秒到几米/秒。这些速度很容易通过对流、波浪或湍流产生，这表明液态水和冰同时生长并不罕见。相比之下，对于典型值{\displaystyle N_{w}{\bar {r_{w}}}}, 要让液体和冰同时收缩需要下降气流速度达到几米每秒。 这个速度在对流下降气流中很常见，但在层云中并不典型。

## 冰晶的形成
形成冰晶的最常见方式始于云中的冰核。冰晶可以通过非均匀沉积、接触、浸泡或冷凝后的冻结形成。在异质沉积中，冰核只是被水覆盖。对于接触，冰核将与撞击时冻结的水滴碰撞。在浸没冷冻中，整个冰核都被液态水覆盖。 
根据存在的冰核类型，水会在不同的温度下结冰。冰核会导致水在比自然温度更高的温度下结冰。对于纯水自发冻结，称为均质成核，云温度必须为−35 °C（−31 °F） 。 以下是一些冰核的例子：
| 冰核   | 冻结温度           |
| ------ | ------------------ |
| 细菌   | −2.6 °C（27.3 °F） |
| 高岭石 | −30 °C（−22 °F）   |
| 碘化银 | −10 °C（14 °F）    |
| 球霰石 | −9 °C（16 °F）     |

### 冰晶倍增

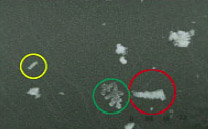
不同的冰晶一起出现在云中

随着冰晶的生长，它们可以相互碰撞并分裂和破裂，从而产生许多新的冰晶。有许多形状的冰晶可以相互碰撞。这些形状包括六边形、立方体、圆柱和枝晶。这一过程被大气物理学家和化学家称为“冰晶增强过程”。 

### 聚合
冰晶粘在一起的过程称为聚集。当冰晶在−5 °C（23 °F）温度下光滑或粘稠时，就会发生这种情况及以上，因为晶体周围有一层水。不同大小和形状的冰晶以不同的终端速度下落，通常会发生碰撞和粘连。

### 吸积
当冰晶与过冷的水滴碰撞时，称为吸积（或边缘）。水滴在撞击时冻结并形成霰粒。如果形成的霰粒被风重新引入云中，它可能会继续变得更大、更密集，最终形成冰雹。 

### 降水
最终，这个冰晶会长大到足以落下。它甚至可能与其他冰晶碰撞并通过碰撞合并、聚集或吸积而变得更大。
伯吉朗过程通常会导致降水。随着晶体的生长和下降，它们会穿过云的底部，云的底部可能高于冰点。这会导致晶体融化并像雨一样落下。云底下也可能有一层低于冰点的空气，导致降水以冰珠的形式重新冻结。同样，低于冰点的空气层可能在地表，导致降水以冻雨的形式出现。在形成幡状云的情况下，该过程也可能导致没有沉淀，在它到达地面之前蒸发。